# Gryllomorpha dalmatina
Gryllomorpha dalmatina, le Grillon des bastides, est une espèce de grillons appartenant à la famille des Gryllidae et à la sous-famille des Gryllomorphinae,.
Espèce

## Description
Le Grillon des bastides est la plus grande espèce du genre Gryllomorpha. Les adultes atteignent 17-20 millimètres, ils sont aptères et leur couleur de base est brun pâle avec des marques brun foncé sur le corps et les pattes. Les antennes et les pattes sont très longues. Enfin l'ovipositeur de la femelle est long et mince et peut atteindre 12-17 millimètres.

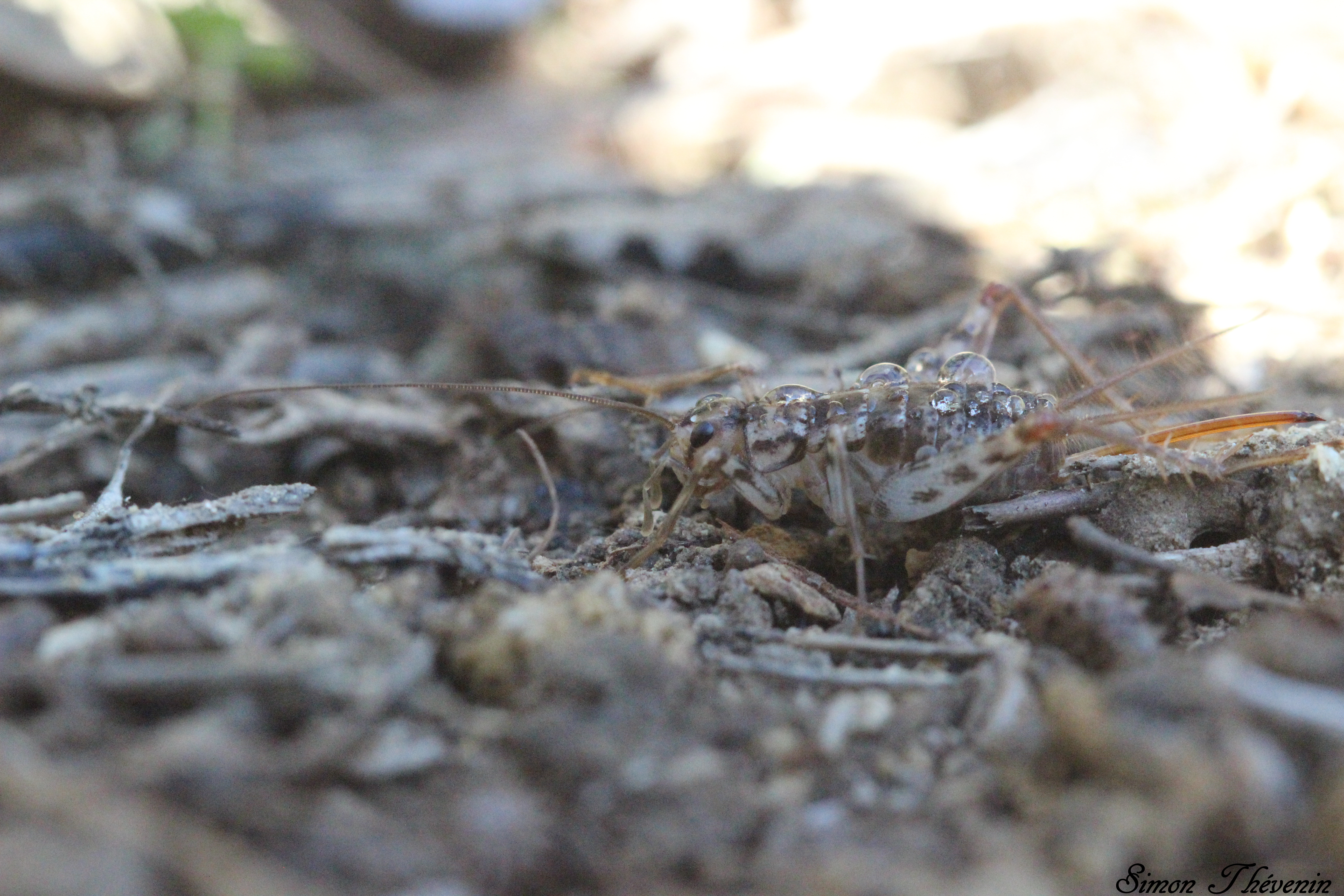
Gryllomorpha dalmatina femelle vue de profil à Rognes.

## Biologie
On le rencontre généralement d'avril à octobre dans la nature, mais dans l'environnement domestique il est actif toute l'année. On peut le trouver dans des habitats chauds comprenant des cachettes humides : affleurements rocheux, forêts claires, rocailles, cavités souterraines, sous les pierres et l'écorce, les habitats anthropiques (dans les milieux sombres et humides comme les caves, sous-sols), etc.. Il craint la lumière et se nourrit de débris organiques.

## Sous-espèces
Gryllomorpha dalmatina comprend plusieurs sous-espèces. Seule la sous-espèce nominale se trouve en France et en Corse, et également en Suisse.

## Distribution
On trouve ce grillon principalement en France, Italie, Slovénie, Espagne, Suisse, au  Proche-Orient et en Afrique du Nord.